# Christopher Cross
Pour les articles homonymes, voir Cross et Geppert.
Christopher Cross, de son vrai nom Christopher Charles Geppert, né le 3 mai 1951 à San Antonio (Texas), est un auteur-compositeur-interprète, chanteur et guitariste américain de soft rock.

## Biographie
Christopher Cross débute dans un groupe rock américain d'Austin, Flash (à ne pas confondre avec le group Flash de Peter Banks), avant de signer un contrat solo avec la Warner.
En 1979, il sort son premier album intitulé sobrement Christopher Cross, épaulé par plusieurs artistes des studios californiens tels que Michael McDonald, Larry Carlton, Don Henley des Eagles ou encore Nicolette Larson aux chœurs. Il rencontre le succès avec des titres comme Ride Like the Wind (no 2 aux États-Unis), Sailing (no 1 aux États-Unis), suivi de Never Be The Same et Say You'll Be Mine.
En 1981, il remporte avec ce dernier cinq Grammy Awards. La même année, il interprète la chanson Arthur's Theme (Best That You Can Do), extraite de la bande originale du film Arthur (composée par Burt Bacharach) de Steve Gordon, qui est récompensée par l'Oscar de la meilleure chanson originale.
En 1983, son deuxième album, Another Page, ne rencontre pas le succès du précédent mais comprend cependant quelques hits tels Think of Laura et All Right.
En 1985 sort son troisième album Every Turn of the World. En dépit de la qualité des chansons, les ventes de ce dernier se révèlent mauvaises et aucun titre n'est un succès dans les charts. En 1988 Back Of My Mind connaît le même sort.
En 1992, l'album Rendezvous voit le jour en premier lieu au Japon et ensuite en Europe. L'album Window suit en 1994. En 1998, il sort Walking in Avalon qui est composé de deux CD, un CD de nouveaux titres et un CD enregistré live avec la participation de Michael McDonald.

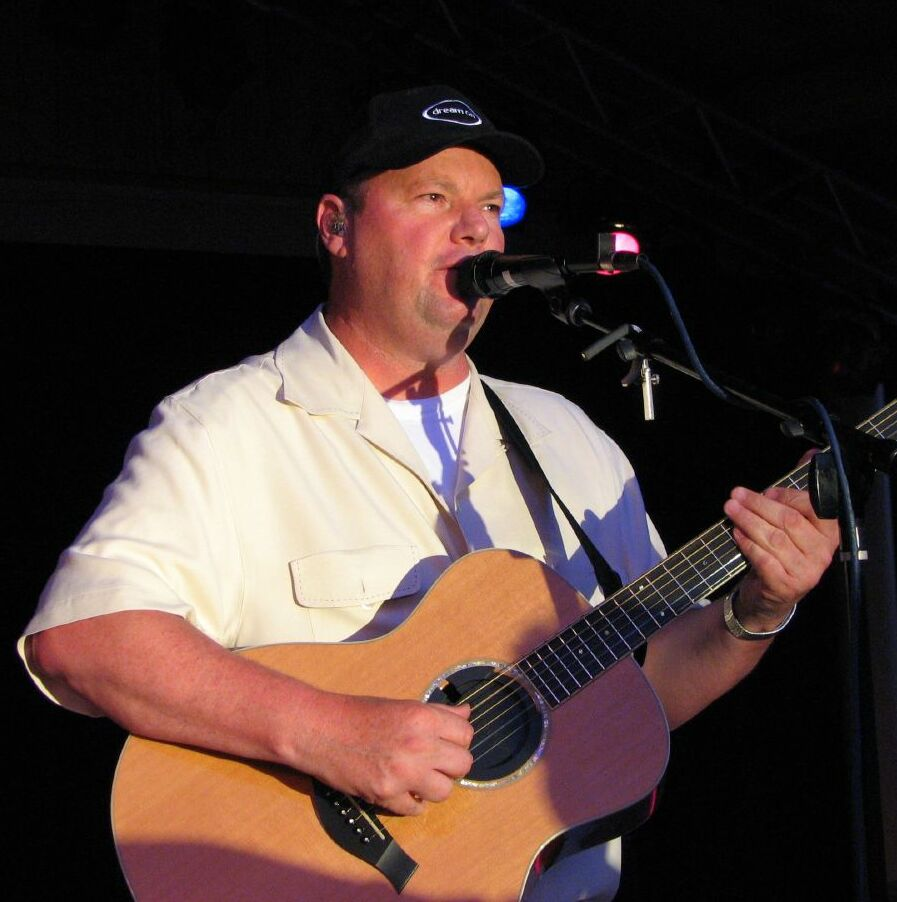
Christopher Cross à Beaumont, en Californie, en 2008.

En 2008 est sorti un nouvel album de Cross, intitulé The café Carlyle sessions, qui ne propose pas d'inédits mais quinze titres reprenant ses plus grands succès en acoustique, ainsi que des chansons moins connues de son répertoire. Outre cet album, Christopher Cross a publié en 2007 un album de Noël A Christopher Cross Christmas.
Il sort un nouvel album au cours de l'année 2011 qui s'intitule Doctor Faith. Pour la promotion de cet album, il se produit à Paris au Trianon, le lundi 2 avril. Ce concert est enregistré et filmé, ainsi en février 2013 sort le double CD + DVD A night in Paris.
En 2015, il participe à la tournée des Zenith "autour de la guitare", événement organisé par Jean-Félix Lalanne, aux côtés de grands noms de la guitare.
Au sujet du flamant rose, devenu une sorte d'emblème pour le musicien, Christopher Cross déclare en avril 2013 sur RTL :
« C'est Jimmy Newhouse, notre premier batteur, qui un jour avait apporté cette peinture en disant : 'Je pense que ta musique ressemble à ça' (En plus de la batterie, il faisait de la peinture). On l'a accrochée au mur et ça nous a servi de point focal, comme on dit. Un point sur lequel se concentrer pour donner naissance à notre carrière. Quand on a signé avec Warner, on leur a proposé de l'utiliser pour la pochette du premier album et ils ont accepté. Après cet énorme succès, c'est devenu un logo et un porte-bonheur et on a décidé de garder le flamant rose. Aujourd'hui, on le retrouve sur le site Web. Mais il n'a pas de signification cachée. C'est simplement une image qui me suit depuis le tout début de ma carrière. »

## Discographie

### Albums studio
- 1979 : Christopher Cross
- 1983 : Another Page
- 1985 : Every Turn of the World
- 1988 : Back of my Mind
- 1992 : Rendez vous
- 1994 : Window
- 1998 : Walking in Avalon - 2 CD
- 2000 : Red Room
- 2007 : A Christopher Cross Christmas
- 2008 : The Café Carlyle Sessions
- 2011 : Doctor Faith
- 2014 : Secret Ladder
- 2017 : Take Me As I Am

### Albums live
- 1992 : Crossroads
- 1999 : Greatest Hits Live
- 2013 : A night in Paris

### Compilations
- 1991 : The Best of Christopher Cross
- 2001 : The Definitive Christopher Cross
- 2002 : The Very Best of Christopher Cross

## Récompenses
- 1981
  - Oscar de la meilleure chanson originale : Arthur's Theme (Best That You Can Do), pour la chanson-thème du film Arthur
  - Golden Globe de la meilleure chanson originale : Arthur's Theme (Best That You Can Do), pour la chanson-thème du film Arthur
  - Grammy Award de l'enregistrement de l'année : Sailing
  - Grammy Award de la chanson de l'année : Sailing
  - Grammy Award de l'album de l'année : Christopher Cross
  - Grammy Award du meilleur nouvel artiste